# Соснова 2-я
Соснова 2-я — река в Пермском крае России. Устье реки находится в 2,7 км по правому берегу реки Соснова. Длина реки составляет 12 км.

## Данные водного реестра
По данным государственного водного реестра России относится к Камскому бассейновому округу, водохозяйственный участок реки — Кама от Камского гидроузла до Воткинского гидроузла, речной подбассейн реки — бассейны притоков Камы до впадения Белой. Речной бассейн реки — Кама.